# Yocto-
Yocto (viết tắt y) là một tiền tố được viết liền trước một đơn vị đo lường quốc tế để chỉ đơn vị nhỏ gấp 1024 hay 1.000.000.000.000.000.000.000.000 (một triệu tỉ tỉ) lần.
Độ lớn này được công nhận từ năm 1991. Theo tiếng Hy Lạp, Yocto nghĩa là 8, vì nó bằng 1/10008.